# Franz Kraus
Franz Kraus, avstrijski raziskovalec krasa in jamar, * 28. junij 1834, Dunaj, †  12. januar 1897, Dunaj.

## Delo
Sprva je delal v trgovini, kasneje pa se je na Kranjskem posvetil raziskovanju krasa in jam. Bil je pobudnik sistematičnega proučevanja naših kraških polj. Kmetijsko ministrstvo in Deželna vlada Kranjske sta na podlagi objav njegovih strokovnih člankov in prizadevanj leta 1866 naročili izdelavo načrta za preprečevanje poplav na kraških poljih v porečju Ljubljanice in Krke. Tega so se razen njega lotevali  tudi drugi domači in tuji jamarji ter inženirji. Leta 1885 je vodil raziskave Pivke jame, 1893 pa pomagal organizirati jamarje prvega slovenskega jamarskega društva Anthorn, da so prodrli po podzemni Pivki od Otoške do Magdalene jame. Sestavil je kataster tudi kraških jam v Avstriji. Leta 1897 je objavil kataster kraških jam za Kranjsko. Ta objava je postala osnova katastra jam v Sloveniji. Objavil je tudi več kot sto strokovnih člankov, od tega jih polovica obravnava kras na Kranjskem.